# Martin Persson Nilsson
Martin Persson Nilsson (Stoby, antiguo Condado de Kristianstad, 12 de julio de 1874 - Lund, 7 de abril de 1967) fue un filólogo clásico y mitógrafo sueco, especialmente erudito en la historia de las religiones griegas, helenísticas y romanas. 
En sus prolíficos estudios combinó la evidencia literaria con la evidencia arqueológica, enlazando las evidencias prehistóricas con las históricas para la evolución de los ciclos mitológicos griegos. 

## Biografía
Nilsson fue desde 1900 profesor de la Universidad de Lund. En 1905 fue nombrado secretario de la "Comisión Arqueológica Sueca" en Rodas. En 1909 llegó a ser profesor titular de griego antiguo, arqueología clásica e historia antigua de la Universidad. Más tarde, fue secretario de la Real Sociedad de las Letras (Kungliga Humanistiska Vetenskapssamfundet) en Lund y desde 1920 asociado a la Real Academia Sueca de Letras, Historia y Antigüedades, en Estocolmo. En 1924 fue nombrado miembro correspondiente de la Academia Prusiana de las Ciencias, y desde 1967, miembro no residente de la Academia de las inscripciones y lenguas antiguas.
Sus investigaciones se extendieron a casi todos los campos de la Antigüedad clásica, en particular la religión griega. Postuló una teoría del factor social de las religiones: los mitos y ritos se encuentran imbricados en la «realidad social», y ambas dimensiones evolucionan juntas en el tiempo. También sostuvo la existencia de una estratificación de tradiciones religiosas en la Antigua Grecia cuyo núcleo lo constituía la tradición homérica —de origen micénico indoeuropeo—, sobre la que fueron superponiéndose las restantes corrientes. Además, hizo importantes avances en la etnología y en el folclore, especialmente el sueco.

## Obra
Su obra más conocida, en alemán, es Geschichte der griechischen Religion en el Handbuch der Altertumswissenschaft, que tuvo varias ediciones. Nilsson la había publicado anteriormente bajo el título Den grekiska religionens historia (1922). Para el libro de texto de la Historia de la religión de Chantepie de la Saussaye contribuyó con la Religión de los griegos. 
En inglés, su obra más citada es Minoan-Mycenaean Religion, and Its Survival in Greek Religion (La religión minoica-micénica y su supervivencia en la Religión Griega). Otras obras importantes incluyen:
- Primitive time-reckoning; a study in the origins and first development of the art of counting time among the primitive and early culture peoples.
- The Mycenaean Origin of Greek Mythology (Berkeley: University of California Press) 1932 (Enlace externo). Consultado el 6 de mayo de 2014.
- Homer and Mycenae (Londres: Methuen) 1933.
- Primitive Religion 1934.
- "Early Orphism and Kindred Religious Movements" Harvard Theological Review 28 (1935):180-230.
- The Age of the Early Greek Tyrants (Belfast) 1936 (The Dill Memorial Lecture).
- Greek Popular Religion (New York:Columbia University Press) 1940 (Enlace externo). Consultado el 6 de mayo de 2014.
- Greek Folk Religion. Reimpreso con prólogo de Arthur Darby Nock, 1972.
- Den grekiska religionens historia, 1922 (republicado en traducción alemana como Geschichte der griechischen Religion. i

en Handbuch der Altertumswissenschaft).
- Minoan-Mycenaean Religion, and Its Survival in Greek Religion (Lund:Gleerup) Revisado 2ª ed. 1950.
- The Bacchic Mysteries in Italy Ver también "The Bacchic Mysteries in the Roman Age" Harvard Theological Review 46 (1953):175-202.
- Cults, Myths, Oracles, and Politics in Ancient Greece (Studies in Mediterranean Archeology).
- Greek Piety (Norton/Oxford University Press) 1969.
- The historical Hellenistic background of the New Testament (The Bedell lecture, Kenyon College).